# Du kan lita på mej (sång)
"Du kan lita på mej" är en sång av Tomas Ledin från 1993. Den finns med på hans fjortonde studioalbum med samma namn, Du kan lita på mej (1993), men utgavs också som singel samma år.
Låten spelades in i Polar Studios med Lasse Anderson och Tomas Ledin som producenter. Singeln gavs ut i tre olika format, 7", 12" och CD. 7"- och CD-versionen hade samma låtar medan 12" även hade försetts med en remix av titelspåret. B-sidan fanns tidigare utgiven på Du kan lita på mej. Singeln nådde ingen listplacering på den svenska singellistan. Den låg dock på Svensktoppen mellan den 13 juni och 3 september 1993. Låten nådde som bäst en tredjeplacering.
"Du kan lita på mej" finns även med på samlingsalbumet Festen har börjat (2001) och liveskivan I sommarnattens ljus (2003). Låten spelades in av dansbandet Perikles på deras album Live 3.

## Låtlista

### 7" och CD
1. "Du kan lita på mej" – 2:54
2. "Mina bästa dagar" – 4:05

### 12"
A
1. "Du kan lita på mej"

B
1. "Du kan lita på mej"
2. "Mina bästa dagar"

### Fotnoter
1. 1 2 3  ”Tomas Ledin”. Svensk mediedatabas. Arkiverad från originalet den 25 juli 2014. https://web.archive.org/web/20140725173941/http://smdb.kb.se/catalog/search?q=Tomas+Ledin&x=0&y=0. Läst 17 januari 2013.
2. ↑  ”Du kan lita på mej”. Hitparad. http://swedishcharts.com/showitem.asp?interpret=Tomas+Ledin&titel=Du+kan+lita+p%E5+mig&cat=s. Läst 17 januari 2013.
3. ↑  ”Svensktoppen 1993”. Sveriges Radio. http://sverigesradio.se/diverse/appdata/isidor/files/2023/3489.txt. Läst 17 januari 2013.